# John Skipper
John Skipper es el presidente del medio de comunicación norteamericano ESPN y copresidente de Disney Media Networks, desde el 1 de enero de 2012.
Skipper ha sido uno de los hombres clave que ha posibilitado el notable crecimiento de ESPN en los últimos años. Ha jugado un papel importante en el impulso de los negocios de la televisión y de la división de Internet de la empresa, así como en la mejora en las ventas de publicidad.

## Formación académica
Skipper asistió a Lexington High School en Lexington (Carolina del Norte). Luego accedió a la UNC-Chapel Hill y obtuvo una licenciatura en Literatura inglesa. También tiene un máster en la misma disciplina por la Universidad de Columbia.

## Carrera profesional
Tras su etapa estudiantil, el directivo comenzó a trabajar para la revista Rolling Stone, empezando en la compañía desde abajo pero fue ascendiendo poco a poco. Seguidamente, trabajó en la revista Spin, justo antes de convertirse en el vicepresidente ejecutivo de Disney Publishing Group.

### ESPN
La etapa de Skipper en la ESPN comenzó en junio de 1997, como vicepresidente senior y director general de ESPN The Magazine. El directivo estuvo a cargo del lanzamiento de la revista, que pronto se convirtió en un éxito en la década de los 90. Durante su primer año, la revista ganó más de 20 premios, entre los que destacan Best New Magazine. Posteriormente, en enero del año 2000, se hizo cargo del portal ESPN.com. Tres años más tarde fue ascendido a vicepresidente ejecutivo de la compañía.
Tras hacerse cargo de la división digital, Skipper lanzó un muro de pago en la web, ESPN Insider, que ofrecía contenidos extra y que hoy en día permanece en plena evolución. Skipper también lanzó ESPN3, una cadena de televisión que ofrece más de 4.000 eventos deportivos en directo cada año a través de la web y accesible desde los dispositivos móviles.
En el año 2004 fue nombrado vicepresidente ejecutivo de ventas de publicidad y de ESPN Enterprises. Al año siguiente, en el 2005, fue elegido vicepresidente ejecutivo de ESPN, puesto desde el que se responsabiliza de los la programación y la producción de contenidos de ESPN en todas las plataformas de la compañía: televisión, radio, Internet, dispositivos móviles, publicaciones en papel, juegos interactivos y entretenimiento del hogar.
Ya en el año 2012 se convirtió en copresidente de Disney Media Networks Group y también presidente de ESPN.

## Vida personal
John Skipper está casado y tiene dos hijos.